# Hauptpost Luzern
Die Hauptpost (Kreispostdirektion) Luzern steht in der Schweizer Stadt Luzern. Sie liegt am Bahnhofplatz am südlichen Ende der Seebrücke in der Nähe des Bahnhofs Luzern.

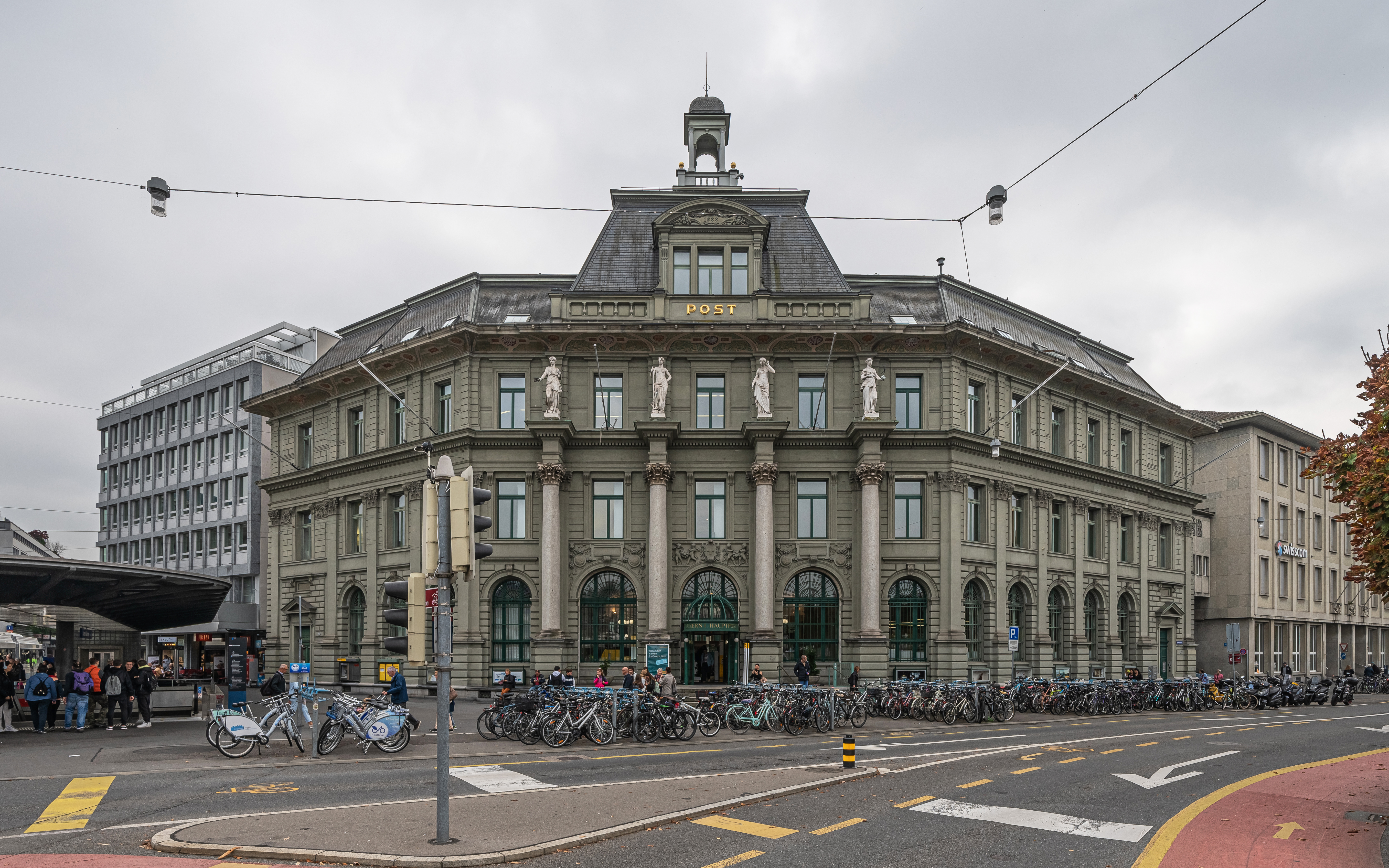
Hauptpost in Luzern

## Gebäude
Das Gebäude ist im Stil der Neurenaissance gestaltet und ein wichtiger Teil der linken Uferbebauung der Reuss. Es ist auf der Liste der Kulturgüter in Luzern als national bedeutend aufgeführt.

## Geschichte und Nutzung
In den Jahren von 1886 bis 1888 wurde das Gebäude in Zusammenarbeit des Zürcher Architekten Gustav Gull mit Conrad von Muralt erbaut. Die Nutzung war ab Beginn als Repräsentativbau für die Post (damals PTT) vorgesehen. Bis heute ist sie die Hauptfiliale der Schweizerischen Post in Luzern.